# Cedar Hill (Texas)
Cedar Hill is een plaats (city) in de Amerikaanse staat Texas, en valt bestuurlijk gezien onder Dallas County en Ellis County.

## Demografie
Bij de volkstelling in 2000 werd het aantal inwoners vastgesteld op 32.093.
In 2006 is het aantal inwoners door het United States Census Bureau geschat op 42.932, een stijging van 10839 (33,8%).

## Geografie
Volgens het United States Census Bureau beslaat de plaats een oppervlakte van
91,2 km², waarvan 91,0 km² land en 0,2 km² water. Cedar Hill ligt op ongeveer 209 m boven zeeniveau.

## Plaatsen in de nabije omgeving
De onderstaande figuur toont nabijgelegen plaatsen in een straal van 12 km rond Cedar Hill.